# Махінур Оздемір
Махінур Оздемір (тур. Mahinur Özdemir; нар. 7 листопада 1982, Схарбек, Бельгія) — бельгійська та турецька політична і державна діячка. З 2023 року є міністром у справах сім'ї та соціальних служб Туреччини. У минулому — депутат Парламенту Брюссельського столичного регіону (2009—2019), наймолодший член парламенту і перший бельгійський парламентарій, який носив хіджаб. Перебувала у партії «Гуманістичний демократичний центр», 2015 року виключена з неї за відмову визнати геноцид вірмен. У 2020—2023 роках — посол Туреччини в Алжирі.

## Біографія
Має подвійне громадянство — Бельгії та Туреччини. Вона володіє французькою, фламандською, англійською, турецькою й іспанською мовами. Здобула ступінь у галузі політології та публічного управління у Вільний університет Брюсселя. Вона є активним членом низки неурядових організацій Схарбека та засновницею студентської організації. 2006 року обрана членом муніципальної ради Схарбека. 2009 року вступила до партії християнських демократів «Гуманістичний демократичний центр», і в червні того ж року була від неї обрана до парламенту. Стала першим членом парламенту, який носив хіджаб. У липні 2018 року заявила, що не балотуватиметься на місцевих виборах, запланованих на жовтень 2018 року.
30 липня 2010 року вийшла заміж за Рахмі Гокташа, її чоловік — парламентський аташе партії справедливості та розвитку.
12 вересня 2019 року призначена послом Туреччини в Алжирі. Таким чином, вона стала першою жінкою-послом, призначеною Туреччиною до Північної Африки.
Після переобрання президента Реджепа Тайїпа Ердогана у червні 2023 року призначена міністром у справах сім'ї та соціальних служб.

## Заперечення геноциду вірмен
29 травня 2015 року виключена з партії «Гуманістичний демократичний центр» після того, як відмовилася назвати масове вбивство вірмен під час Першої світової війни геноцидом. Не брала участь у хвилині мовчання в пам'ять про жертв геноциду вірмен у парламенті. Глава партії заявив, що цей вчинок Махінур суперечить моральним принципам партії, і всі члени партії, які не визнають геноцид вірмен, будуть виключені. Сама Оздемір, коментуючи цей інцидент, заявила, що її вчинок є виявом свободи слова. Партія справедливості та розвитку підтримала її, також на підтримку Махінур провела демонстрації турецька громада в Брюсселі.